# ミドル・イースト航空
ミドル・イースト航空（ミドル・イーストこうくう、Middle East Airlines, MEA, アラビア語: طيران الشرق الأوسط, 中東航空）は、レバノンの航空会社。

## 概要
ベイルートを本拠地としている。親会社はレバノンの中央銀行であるBanque du Liban。アラブ航空会社機構(Arab Air Carriers Organization)の一員で、同機構の加盟会社が作っている航空連合アラベスク航空アライアンスのメンバー。
航空券の座席予約システム（CRS）は、アマデウスITグループが運営するアマデウスを利用している。

## 歴史

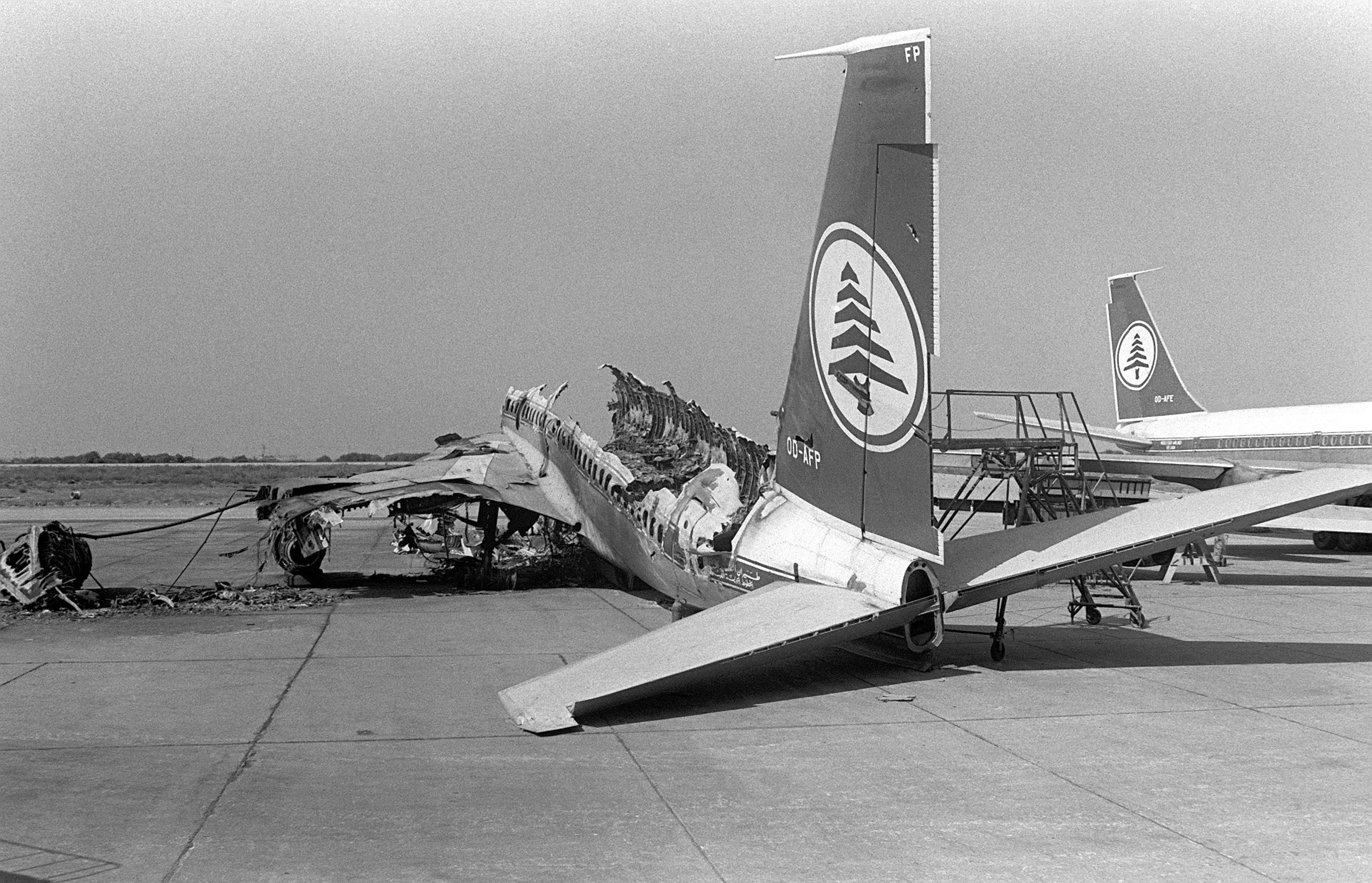
内戦で破壊されたミドル・イースト航空のボーイング707-320型機

### 設立
- 1945年5月31日に設立された
- 1946年中頃には、2機のダグラス DC-3を導入した。
- 1949年9月には、当時アメリカで最大手航空会社であったパンアメリカン航空との株式管理契約を結んだ。
- 1963年、レバノン国際航空を買収した。
- 1963年4月、3機のシュド・カラベルを導入した。

### 大型機導入と内戦
- 1966年1月には、新たに初の大型ジェット機のボーイング720を、1967年3月にはビッカース VC-10を、1967年11月にはボーイング707-320を導入する。
- 1967年のアラブ・イスラエル戦争と、1968年のイスラエルによるベイルート空港襲撃により、ボーイング707などの多くの機材を失った。
- アメリカン航空からコンベア990を購入し、1969年6月24日に運航を再開した。
- 1975年6月にはボーイング747-200を導入して、ベイルート-ロンドン線に投入した。1983年4月からは、ベイルート-パリ-ニューヨーク線にも投入した。
- 1975年から1990年にかけてレバノン内戦が発生したため、拠点のベイルート国際空港も複数回閉鎖されたが、サービスは継続した。
- 内戦後はエアバスの旅客機を積極的に導入し、1993-1994年にエアバスA310-300、1997年にエアバスA321-200が、2003年にエアバスA330-200を導入した。

### 現在
- 2006年7月13日のイスラエルによるレバノン攻撃により、一時運航を休止した。
- 翌7月14日には、航空機をベイルートのラフィク・ハリリ国際空港の誘導路より離陸させ、キプロス、ヨルダンに避難させた。
- 7月21日より、シリアのダマスカス国際空港から臨時運航を開始した。
- 8月17日、ベイルート - アンマン間の運航を再開しあ。
- 2006年9月11日から通常運航に戻った。
- 2011年2月28日にはスカイチームへの加入を表明[3]、2012年6月28日に正式加盟した[4]。
- 2011年11月、パイロット組合は、がん治療を受けている機長が病気休暇に入った直後に解雇されたことを受けて、ストライキを行った[5]。
- 2013年1月、エアバスA320neo5機とエアバスA321neo5機を確定発注した[6]。のちにエアバスA321neo10機へと変更された[7]。
- 2018年12月12日、当時のレバノン首相サード・ハリーリーが、エアバスA330-900neo4機を発注した[8]。
- 2019年のパリ航空ショーでは、エアバスA321XLRのローンチカスタマーとなり、4機を発注した。

## 就航路線
| 国                       | 都市                                   |
| ------------------------ | -------------------------------------- |
| レバノン                 | ベイルート（ハブ空港）                 |
| イギリス                 | ロンドン/ヒースロー                    |
| フランス                 | パリ/シャルル・ド・ゴール、ニース      |
| イタリア                 | ミラノ、ローマ/フィウミチーノ          |
| スペイン                 | バルセロナ、マドリード                 |
| スウェーデン             | ヨーテボリ                             |
| クロアチア               | ザグレブ                               |
| ボスニア・ヘルツェゴビナ | サラエボ                               |
| アルメニア               | エレバン                               |
| ギリシャ                 | アテネ、ミコノス島                     |
| キプロス                 | ラルナカ                               |
| ドイツ                   | デュッセルドルフ、フランクフルト       |
| ベルギー                 | ブリュッセル                           |
| スイス                   | ジュネーブ                             |
| デンマーク               | コペンハーゲン                         |
| トルコ                   | イスタンブール                         |
| サウジアラビア           | ダンマン、ジェッダ、マディーナ、リヤド |
| アラブ首長国連邦         | アブダビ、ドバイ                       |
| クウェート               | クウェート                             |
| イラク                   | アルビール、バグダード、ナジャフ       |
| カタール                 | ドーハ                                 |
| ヨルダン                 | アンマン                               |
| ガーナ                   | アクラ                                 |
| ナイジェリア             | ラゴス                                 |
| コートジボワール         | アビジャン                             |
| エジプト                 | カイロ                                 |

## 機材

### 現在の保有機材

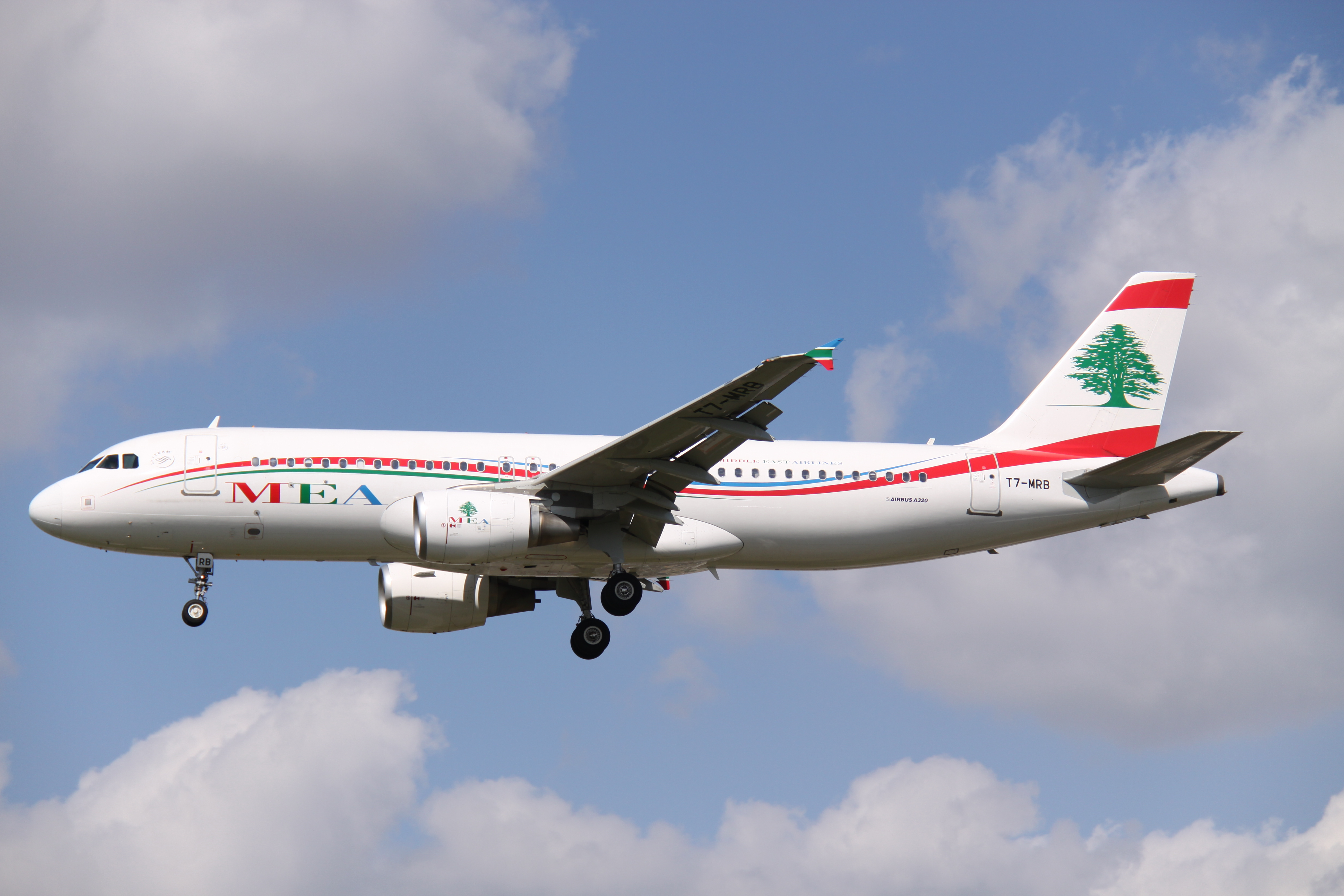
エアバスA320-200
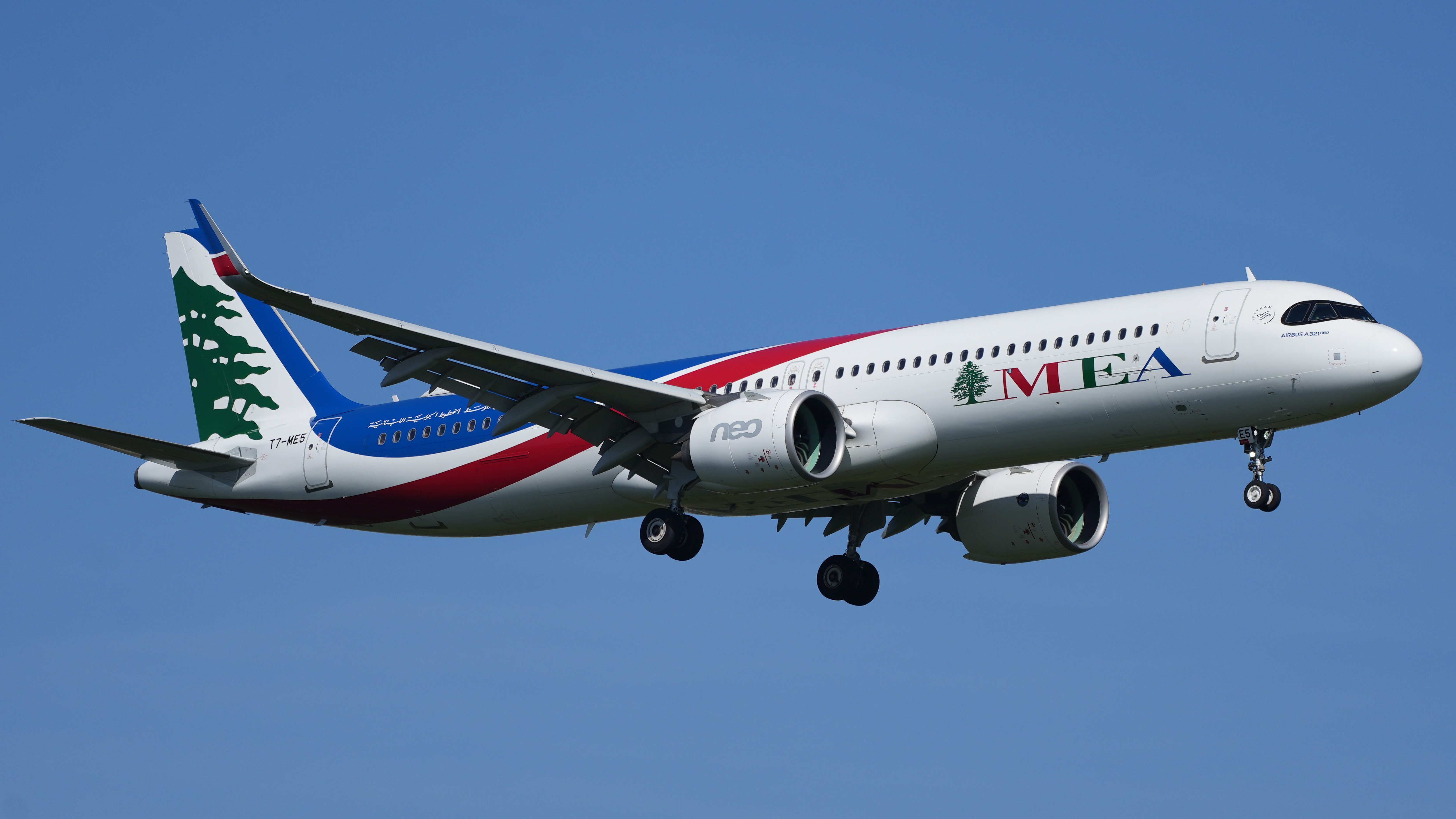
エアバスA321neo
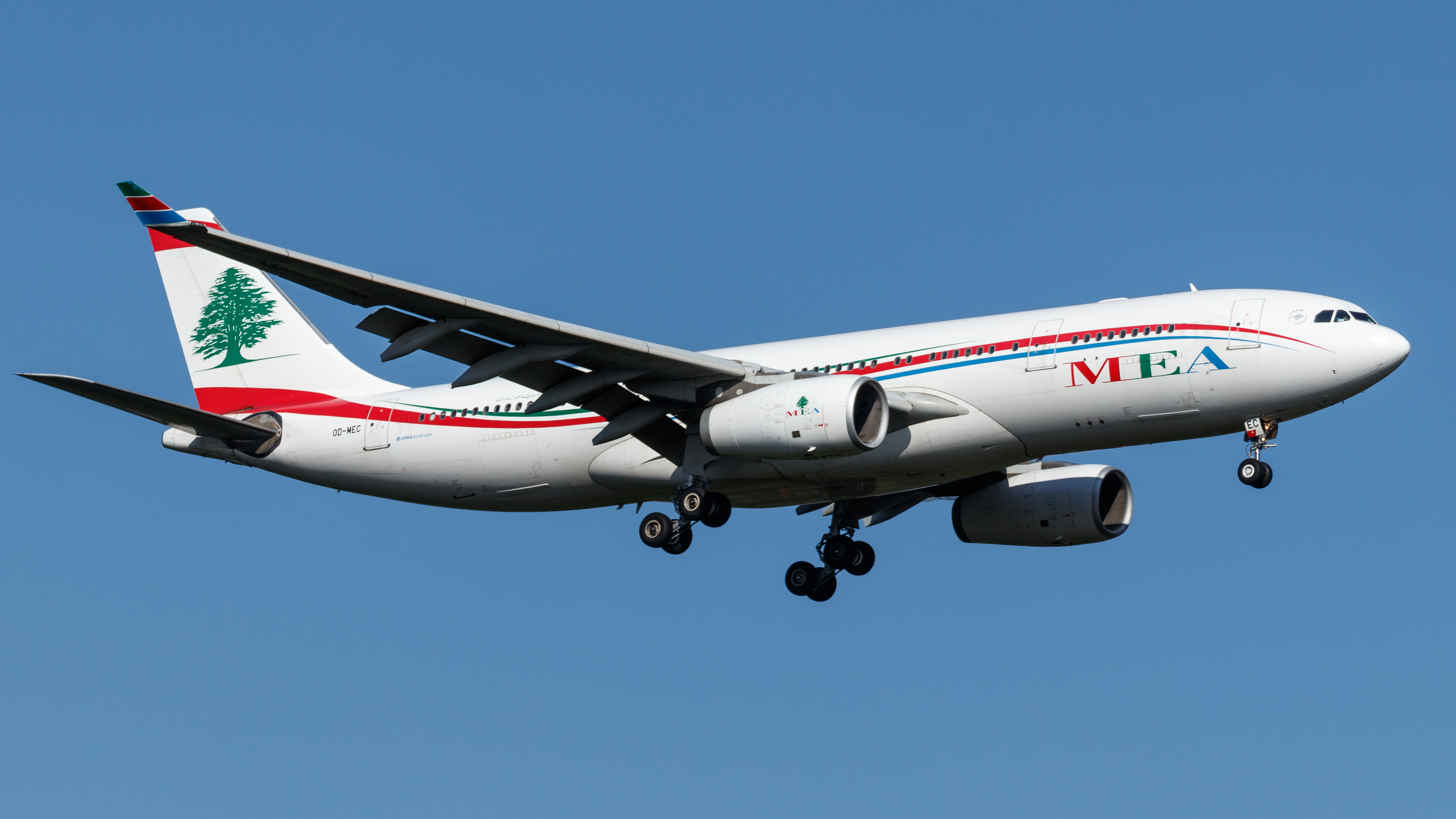
エアバスA330-200

| 機材                                                   | 運用数 | 発注数 | 座席数 | 座席数 | 座席数 | 備考                    |
| 機材                                                   | 運用数 | 発注数 | C      | Y      | 計     | 備考                    |
| ------------------------------------------------------ | ------ | ------ | ------ | ------ | ------ | ----------------------- |
| エアバスA320-200                                       | 7      | -      | 24     | 102    | 126    |                         |
| エアバスA320-200                                       | 7      | -      | -      | 156    | 156    |                         |
| エアバスA321neo                                        | 10     | 1      | 28     | 132    | 160    |                         |
| エアバスA321XLR                                        | -      | 4      | 未定   | 未定   | 未定   | 2026年より導入予定      |
| エアバスA330-200                                       | 4      | -      | 44     | 200    | 244    |                         |
| エアバスA330-900                                       | -      | 4      | 42     | 238    | 280    | 2026年~2028年に導入予定 |
| シーダー・エグゼクティブ（プライベート・ジェット事業） |        |        |        |        |        |                         |
| エンブラエル レガシー 500                              | 2      | -      | 12     | -      | 12     |                         |
| 計                                                     | 23     | 9      |        |        |        |                         |

- エアバスA320-200
- エアバスA321neo
- エアバスA330-200

### 過去の保有機材

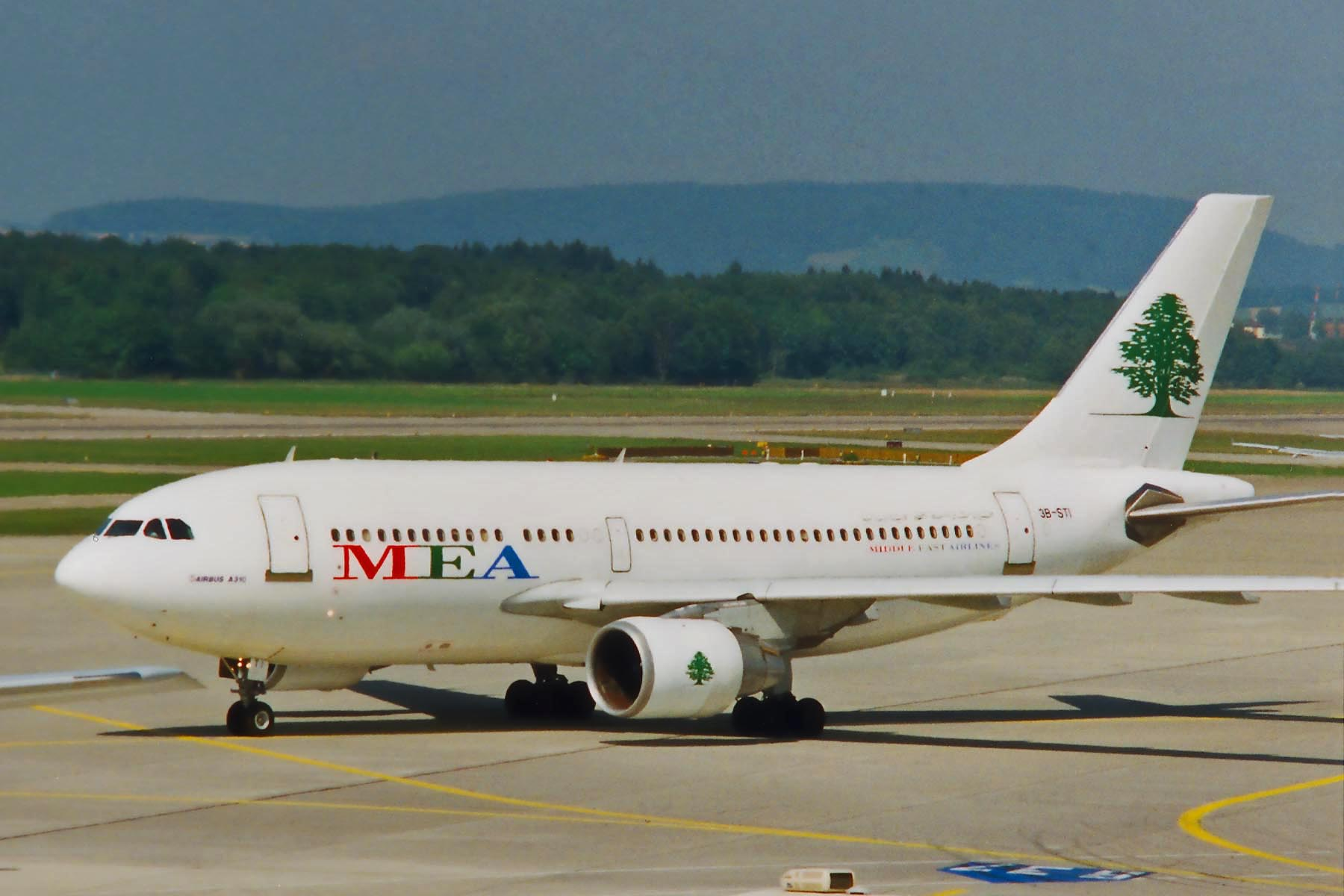
エアバスA300B4
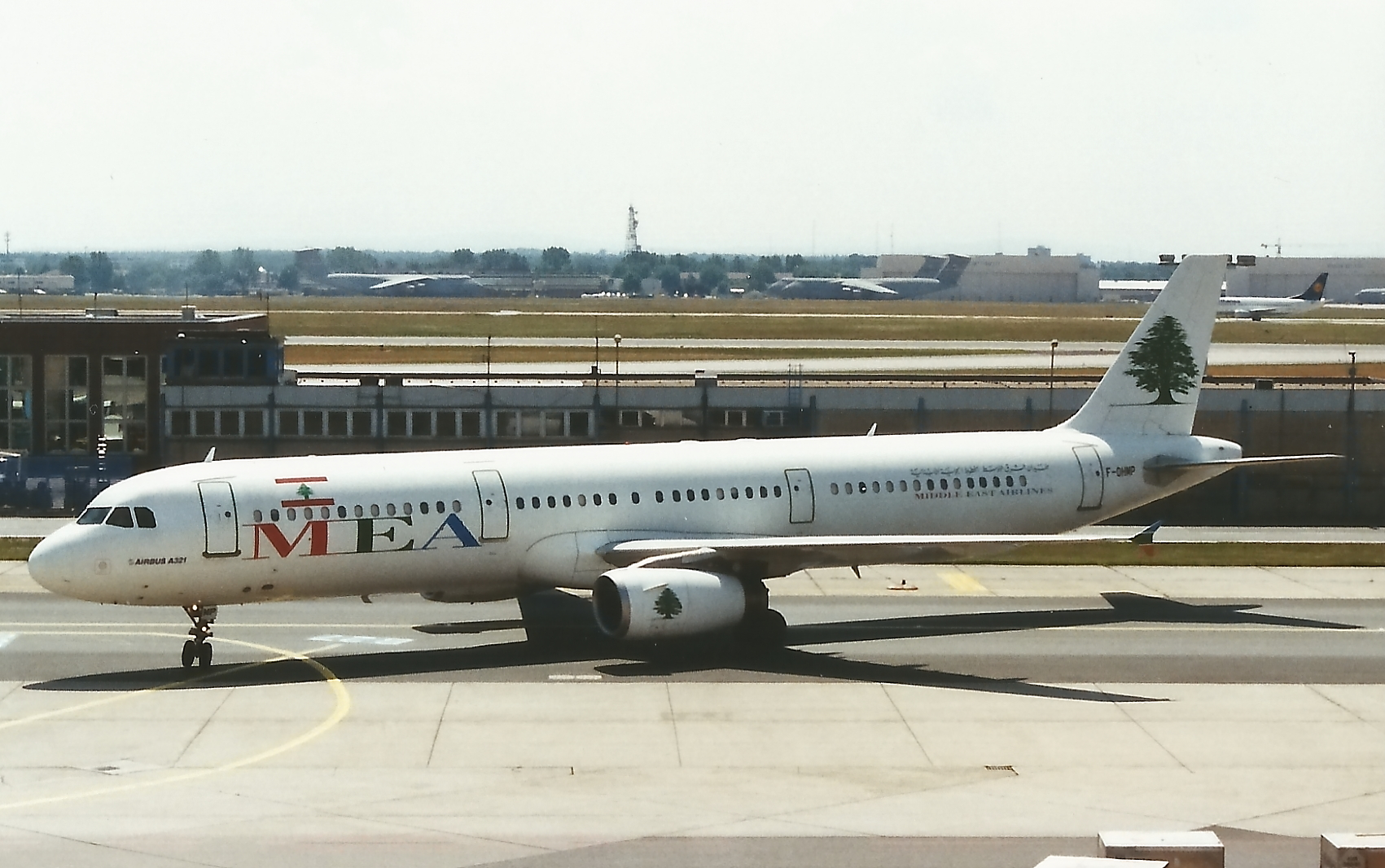
エアバスA300-600R
- エアバスA310-200/300
- エアバスA321-200
- アブロ ヨーク
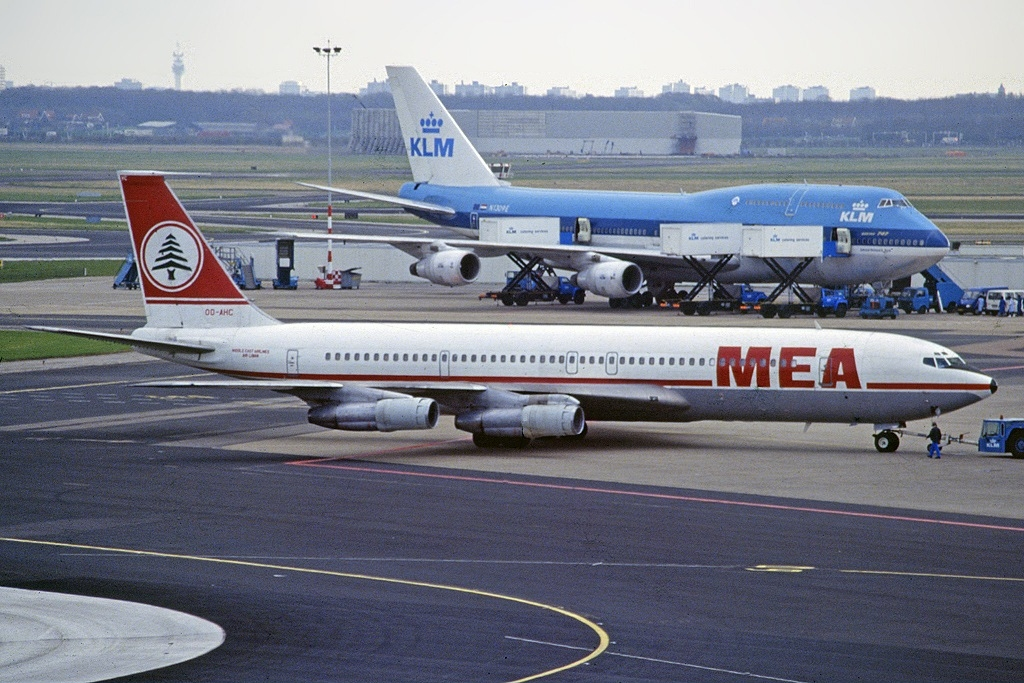
ボーイング707-320C
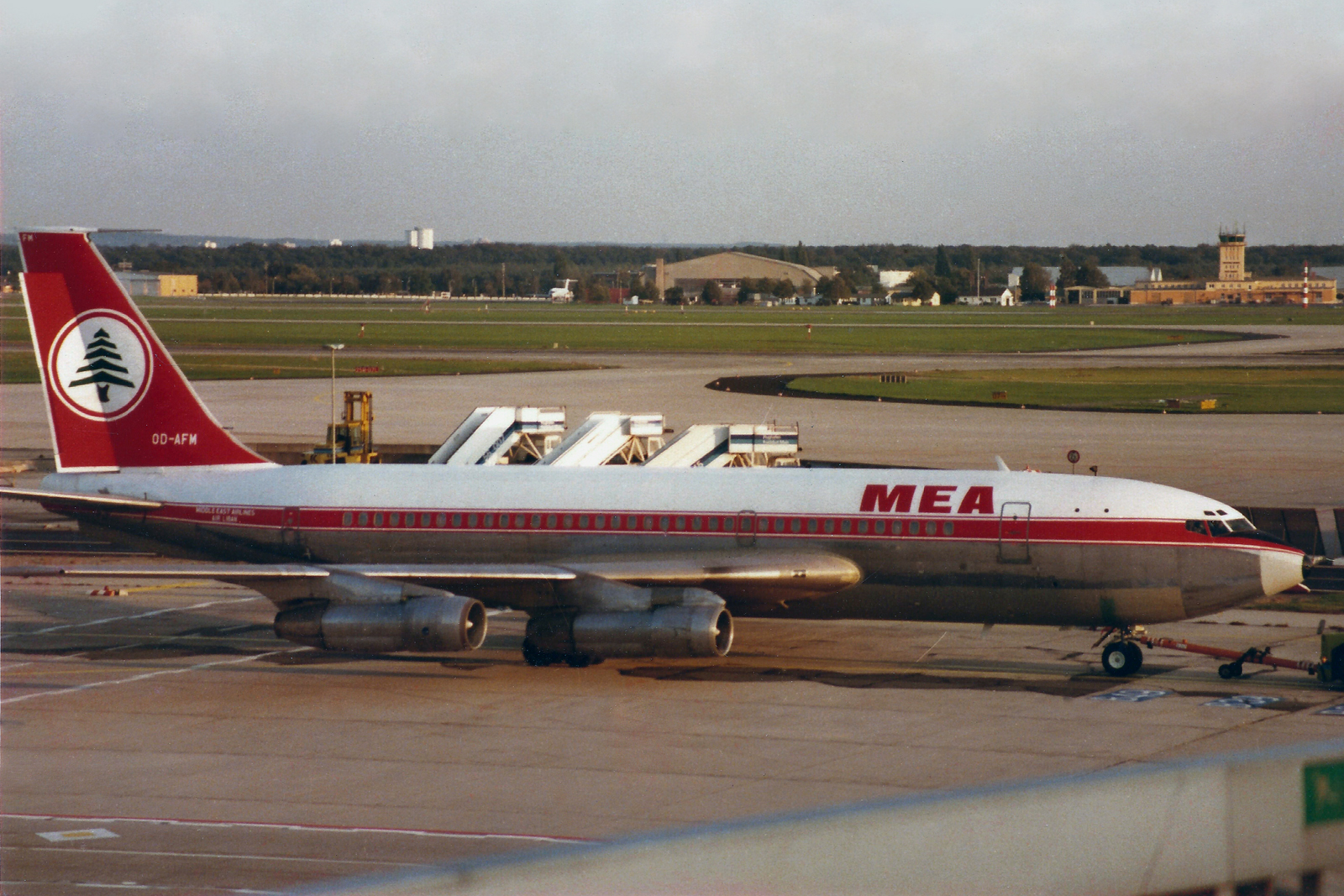
ボーイング720B
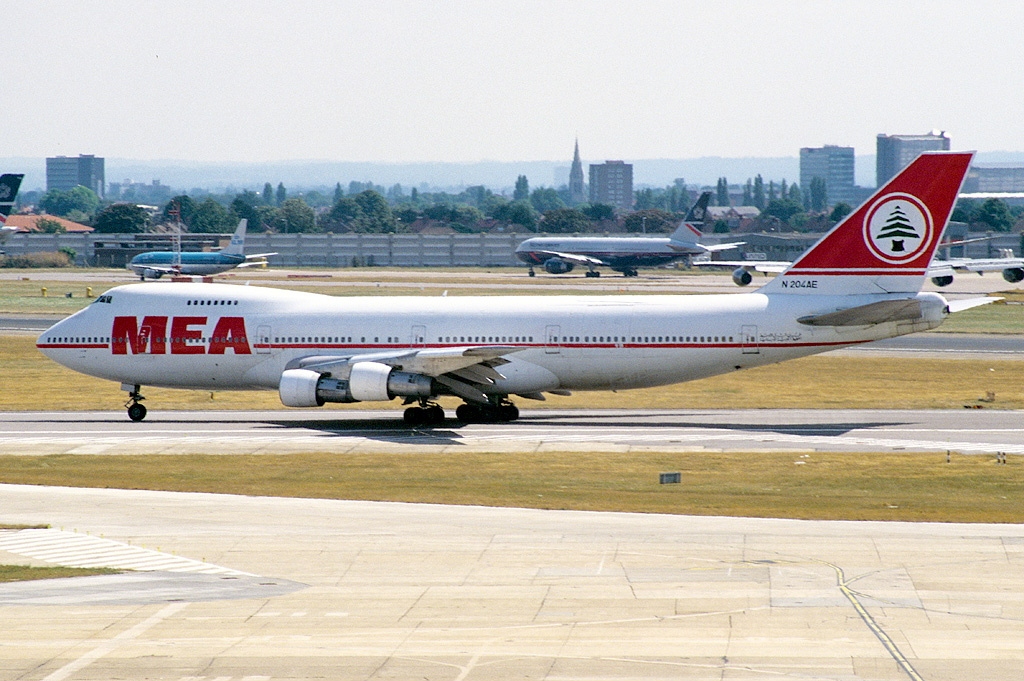
ボーイング747-100/200M
- ブリストル ブリタニア
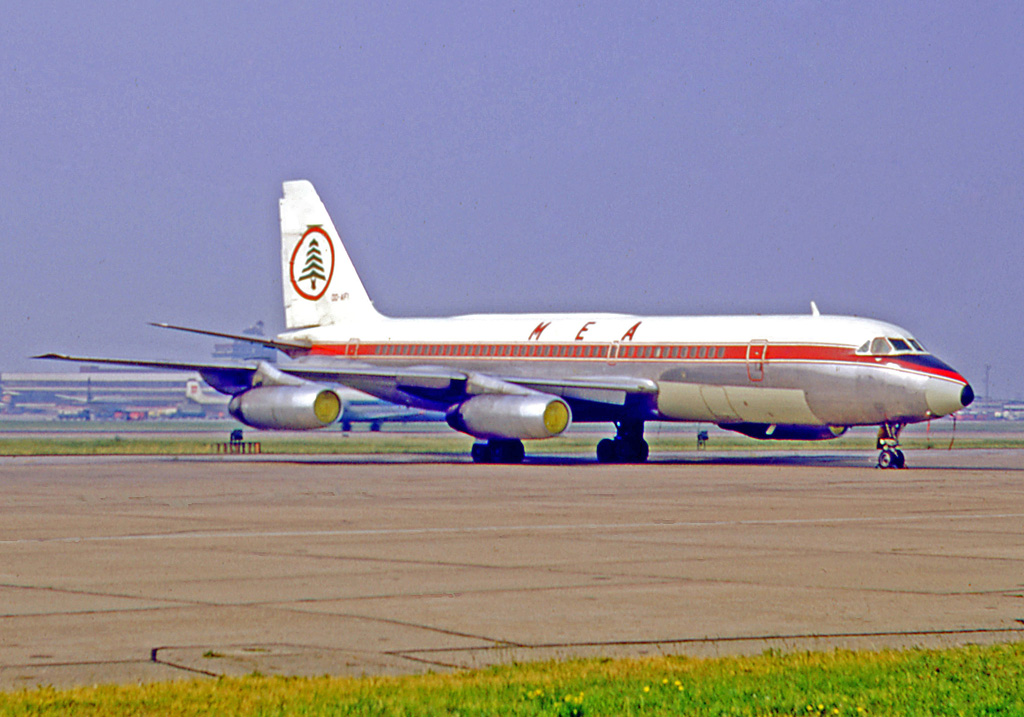
コンベア990
- デ・ハビランド DH.106 コメット
- ダグラス DC-3
- ダグラス DC-4
- ハンドレページ ハーミーズ
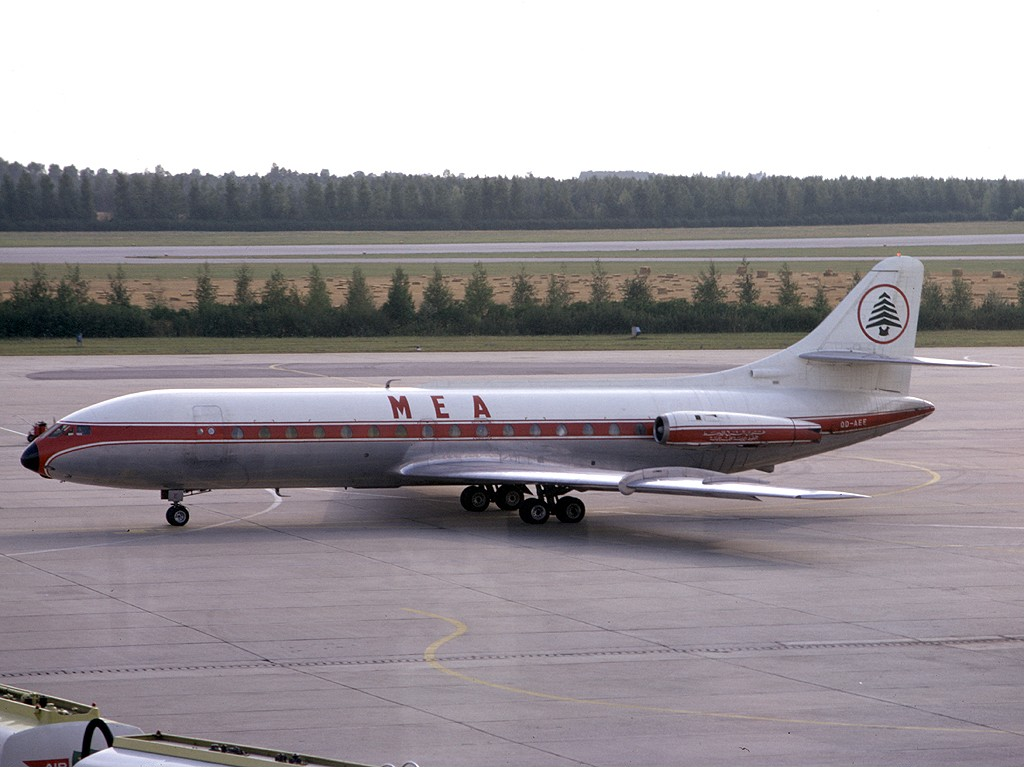
シュド・カラベル
- ビッカース バイカウント
- ビッカース VC10

- エアバスA310-200
- エアバスA321-200
- ボーイング707-320C
- ボーイング720B
- ボーイング747-200M
- コンベア990
- シュド・カラベル

## コードシェア
- エア・カナダ
- エア・ヨーロッパ
- エールフランス航空
- エティハド航空
- ガルフエア
- ITAエアウェイズ
- クウェート航空
- カタール航空
- サウディア
- スカイエクスプレス（英語版）
- タロム航空
- ターキッシュ エアラインズ
- ヴァージンアトランティック航空